# Veliki orijent Francuske na Balkanu
Veliki orijent Francuske, skraćeno GOdF, najveći je od nekoliko slobodnozidarskih obedijencija u Francuskoj i najstarija je u kontinentalnoj Europi. Uspostavljen je 1773. godine. Od 2010. godine svojim ložama daje slobodu inicirati i žene. 
Veliki orijent Francuske prve lože na Balkanskom poluotoku počinje osnivati nakon formiranja Ilirskih pokrajina. Danas ima preko 60 loža u Europi izvan Francuske, a od tih neke se nalaze u Bosni i Hercegovini, Bugarskoj, Hrvatskoj, Srbiji i Sjevernoj Makedoniji.
Kako bi predstavljao svoje lože pristupio je članstvu Masonske unije Balkana.

## Povijest

### Ilirske pokrajine
Veliki orijent Francuske je između 1809. i 1813. godine imao nekoliko loža na području Ilirske pokrajine, odnosno na područjima koja danas pripadaju Sloveniji (Ljubljana, Kopar), Hrvatskoj (Zadar, Split, Dubrovnik, Šibenik, Rijeka, Makarska, Poreč i Karlovac) i Crnoj Gori (Kotor) i to:
- Loža "Eugen Napoleon" (Loge de Eugene Napoleon), Zadar – osnovana 1806. godine; do 1809. godine radi pod okriljem Velikog orijenta Italije, a nakon toga pod Velikim orijentom Francuske; imala je više od 30 članova.[2][3]
- Loža nepoznatog imena, Split – osnovana 1806. godine; do 1809. godine radi pod okriljem Velikog orijenta Italije, a nakon toga pod Velikim orijentom Francuske.
- Loža "Maslina s Levanta" (sloven. Loža Levantinska oljka; fran. Loge de Olivier du Levant), Kopar – osnovana 1806. godine.[4]
- Loža "Prijatelji pobjede" (Loge de St. Jean sous le titre destinctif des Amis de la victorie), Kotor – osnovana je 1807. godine na poticaj francuskog časnika Martela i dubrovačkog svećenika Ignjata Bana. Člasnovi su se sastajali u kući kneza Beskuća. Kasnije su se neki članovi lože javno odrekli pripadnosti slobodnom zidarstvu.[5][6][7]
- Loža "Ilirska zvijezda" (Loge l' Étoile Illyrienne), Dubrovnik – osnovana 1808. godine, imala je više od 30 članova.
- Loža "Pravo prijateljstvo" (Loge la partfaite Amitié), Ljubljana – osnovana 1809. godine, prestala s radom 1811. godine nakon što su je napustili fancuski časnici.[4]
- Loža nepoznatog imena, Šibenik – osnovana 1809. godine, imala je više od 20 članova.
- Loža nepoznatog imena, Makarska – osnovana 1809. godine.
- Loža "Pravi prijatelji cara Napoleona i rimskog kralja", Rijeka – osnovana 1809. godine, imala je više od 30 članova.
- Loža "Sveti Ivan hrvatski" (Loge de Saint Jean de Croatie), Karlovac – osnovana 1809. godine, imala je 30 članova.
- Loža "Sveti Napoleon ilirski", Poreč – osnovana 1809. godine,
- Loža "Prijatelji rimskoga kralja i Napoleona"  (Prijatelji rimskega kralja in Napoleona, Loge les Amis du Roi de Rome et de Napoleon), Ljubljana – osnovana 1812. godine od dijela članova Lože "Pravo prijateljstvo".[4]

Sve lože su prestale raditi 1813. godine nakon poraza Napoleona u bitci kod Leipziga.

### Početak 20. stoljeća
Veliki orijent Francuske je početkom 20. stoljeća na području Balkanskog poluotoka osnovao nekoliko loža:
- Loža "Ujedinjenje" (Loge Union), Beograd – osnovana 1909. godine, Loža je radila do 1914. godine, do početka Prvog svjetskog rata.[8][9]
- Loža "Kosovo" (Loge de Kosovo), Skoplje – osnovana je 1910. godine u Skoplju koje je tada bilo sjedište Kosovskog vilajeta, pokrajine Otomanskog Carstva. Ova loža je 1919. godine prešla pod zaštitu Velike lože SHS "Jugoslavija".
- Loža "Zora slobode" (Loge Aurore de la liberté), Bitola – osnovana je 1911. godine, kasnije prešla pod okrilje Velike nacionalne lože Rumunjske.

### Moderno doba
Tijekom 2000-ih osnovane su tri lože. U Beogradu su osnovane dvije lože, Loža "Vjernost" br. 6021 (2000.) i Loža "Ujedinjenje" br. 6023 (2006.). Godine 2003. u Skoplju je osnovana Loža "Istina" br. 6008. U Srbiji su do lipnja 2009. godine radile tri lože. Tada iz Velike nacionalne lože Srbije pod zaštitu Velikog orijenta prelaze Loža "Harmonija", Loža "Ivanjski vijenac" i Loža "Dositej" kao i većina članova Lože "Sveti Sava" i Lože "Pobratim". 
Veliki orijent je 2013. godine u Banja Luci osnovalo Ložu "Nikola Tesla" br. 6033. Do travnja 2016. godine pod zaštitom Velikog orijenta u Srbiji radilo je 11 loža. U travnju 2019. godine u Rijeci osnovana je loža nepoznatog imena. Osnovalo ju je 14 članova.
U Srbiji, u 2023. godini, pod zaštitom Velikog orijenta radi 14 loža.

## Lože
Današnje lože na Balkanskom poluotoku su:
- Loža "Bratstvo" (Loge Fraternite, buga. Ложа "Братство") br. 6006, Veliko Trnovo
- Loža "Istina" (Loge La Vérité; make. Ложа "Вистина") br. 6008, Skoplje
- Loža "Vjernost" (Loge Fidelite; srps. Ложа "Верност", ) br. 6021, Beograd – osnovana je 2000.[16]
- Loža "Zora" (Loge Aurore; Ложа "Зора") br. 6022, Beograd – osnovana je 1992.[16]
- Loža "Ujedinjenje" (Loge Union; Ложа "Уједињење") br. 6023, Beograd – nosi naziv po beogradskoj loži utemeljenoj 1909. godine; osnovana 2006.[16]
- Loža "Sveti Sava" (Loge Saint Sava; Ложа "Свети Сава") br. 6024, Beograd – nosi naziv po arhiepiskopu i princu Svetom Savi; do 2009. godine pod okriljem Velike nacionalne lože Srbije.[16]
- Loža "Dositej" (Loge Dositej; Ложа "Доситеј"), Novi Sad – nosi naziv po prosvjetitelju i masonu Dositeju Obradoviću; do 2009. pod okriljem Velike nacionalne lože Srbije.
- Loža "Ivanjski vijenac" (Loge Couronne du milieu de l'été; Ложа "Ивањски Венац"), Sremska Mitrovica – do 2009. pod okriljem Velike nacionalne lože Srbije.
- Loža "Pobratim" (Loge Frère de sang; Ложа "Побратим"), Beograd – nosi naziv po beogradskoj loži utemeljenoj 1891. godine; do 2009. godine pod zaštitom Velike nacionalne lože Srbije.
- Loža "Harmonija" (Loge Harmonie; Ложа "Хармонија"), Beograd – do 2009. pod zaštitom Velike nacionalne lože Srbije.
- Loža "Nikola Tesla" (Loge Nikola Tesla) br. 6033, Banja Luka – nosi naziv po izumitelju i inženjeru Nikoli Tesli.
- Loža "Svjetlost" (Loge Lumière; Ложа "Светлина") br. 6034, Sofija
- Loža "Ivan pl. Zajc", Rijeka – nosi naziv po skladatelju, dirigentu i pedagogu Ivanu Zajcu
- Loža "Panonija" (Loge Pannonie; Ложа "Панонија"), Novi Sad – nosi naziv po antičkom području Panonija.
- Loža "Sava Popović Tekelija" (Loge Sava Tekelija; Ложа "Сава Поповић Текелија"), Subotica – nosi naziv po kulturnom i političkom radniku Savi Tekeliji.

## Vanjske poveznice
- Veliki orijent Francuske na Amenkamen.com